# Taktische Einheit
Als Taktische Einheiten werden bei den deutschen Hilfsdiensten nach ihrem taktischen Nutzen erfolgende Zusammenfassungen von Personal und Material bezeichnet, die einsatzrelevante Aufgaben selbstständig erledigen können, um einen ihrer Größe entsprechenden Einsatzauftrag selbstständig abzuarbeiten.

## Grundlagen
Die taktische Gliederung der Kräfte wird in der Regel nach folgendem Schema vorgenommen, wobei die einzelne Einsatzkraft (Helfer) die Grundlage aller Einheiten bildet:
Kleinste Einheit ist ein Trupp, die nächstgrößeren Einheiten heißen Staffel (nicht bei allen Organisationen vorhanden; bspw. Hubschrauberstaffel oder Rettungshundestaffel), Gruppe und Zug. Die größte Taktische Einheit ist der Verband. Je nach Organisation und Staat können die Einheiten unterschiedliche Personalstärke und Selbstständigkeit besitzen.

### Deutschland

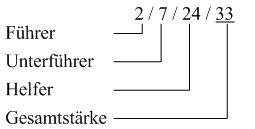
Angabe der Personalstärke

Aufstellung eines selbständigen Trupps (Taktische Zeichen)

Aufstellung einer Staffel (Taktische Zeichen)

Aufstellung einer Gruppe (Taktische Zeichen)

Die verschiedenen Stärken der Einheiten werden in Deutschland in unterschiedliche Taktische Einheiten und Verbände gegliedert. Gemäß Feuerwehrdienstvorschrift 3 handelt es sich je nach Mannschaftsstärke hierbei um:
- einen Selbstständigen Trupp,
- eine Staffel,
- eine Gruppe,
- einen Zug oder
- einen Verband.

Die Stärke und Gliederung der Feuerwehreinheiten sind in Deutschland einheitlich in der Feuerwehr-Dienstvorschrift 3 „Einheiten im Lösch- und Hilfeleistungseinsatz“ festgelegt. Die Mannschaftsstärke wird in der Form Einheitsführer/Unterführer/Mannschaft/Gesamtstärke angegeben. Andere Hilfsorganisationen haben eigene Rechtsgrundlagen. Über Sprechfunk wird z. B. die Stärke eines Zuges (1/3/18/22) wie folgt gemeldet: „Eins – Drei – Achtzehn – Gesamt Zwoundzwanzig“.
Führer selbstständig agierender Feuerwehreinheiten müssen die Ausbildung zum Gruppenführer besitzen.
Entsprechend der oben genannten Einheitsgrößen sind die genormten Fahrzeuge der Feuerwehr mithin auf eine entsprechende Gruppen-, Staffel- oder (selbstständige) Truppbesatzung ausgelegt.

#### Geschichte
Mit der Bildung von Löschmannschaften in Form von Pflichtfeuerwehren Anfang des 19. Jahrhunderts wurden auch deren Auswahl und Anzahl festgelegt. So hatte der Ortsvorstand eine Abteilung rüstiger Männer auszuwählen, welche „unter eigenen Anführern steht, und zum Retten von Menschen, Hausthieren und Effecten bestimmt ist“. „Ihre Auswahl und Anzahl richtet sich nach der Stärke der Population der betreffenden Gemeinde.“ Beispielsweise erließ die herzoglich-nassauische Regierung im November 1826 eine diesbezügliche Verordnung für ihr Herrschaftsgebiet.

### Österreich
Bei den Einheiten der österreichischen Feuerwehren ist zu beachten, dass es die Staffel (noch) nicht gibt. Die Gruppe ist als „Löschgruppe“ mit einer Mannschaftsstärke von neun Einsatzkräften (der Mannschaft eines Löschfahrzeuges) oder als „Tanklöschgruppe“ mit sieben Einsatzkräften aufgestellt. Aufgrund neuer baulicher und gesetzmäßiger Beschränkungen der Feuerwehrfahrzeuge wird die Staffel mit sechs Personen auch in Österreich diskutiert. Eine Gruppe befehligt jeweils ein Gruppenkommandant, einen Zug ein Zugskommandant und der Verband der Verbandskommandant.

## Feuerwehr

### Trupp
Der Trupp ist die kleinste Einheit und besteht üblicherweise aus zwei Feuerwehrangehörigen, einem Truppführer und einem Truppmann, auch als (0/0/2/2) geschrieben. Diese Art von Einheit ist Bestandteil der Einheiten Staffel oder Gruppe und somit keine selbstständige operierende Einheit. Eine Person der Einsatzkräfte fungiert als Truppführer (Österreich: Truppkommandant). Die Einheit wird landläufig auch als „Löschtrupp“ bezeichnet.

### Selbstständiger Trupp
Dagegen ist der Selbstständige Trupp von (0/1/2/3) eine Einheit, die als selbstständige taktische Einheit eingesetzt werden kann. Er besteht aus einem Truppmann und einem Maschinisten und wird von einem Truppführer geführt, der jedoch die Qualifikation eines Gruppenführers besitzen muss. Sie wird vor allem auf Fahrzeugen eingesetzt, die lediglich Platz für eine Truppbesatzung haben (Drehleitern, Rüstwagen, diverse Gerätewagen, SW 2000-Tr, diverse Tanklöschfahrzeuge etc.), auch der Zugtrupp ist als selbstständiger Trupp anzusehen.
Aufgrund personeller Engpässe und ihrer Sonderaufgaben/-funktion, wodurch sie i. A. nicht selbstständig, allein tätig werden, ist es heutzutage allerdings möglich, dass diese Fahrzeuge nur noch mit der Besatzung eines Trupps 0/1/1/2 (oft 0/0/2/2) besetzt werden und dann an der Einsatzstelle einem Gruppen-/Staffelführer eines Löschfahrzeuges oder direkt dem Zugführer unterstellt werden.

### Staffel
Aufgrund mangelnden Personals und verbesserter Technik, welche entsprechend arbeitserleichternd wirkt, ist die Staffel bei vielen Feuerwehren in der Praxis oftmals die tatsächlich eingesetzte taktische Grundeinheit. Sie besteht aus sechs Personen (0/1/5/6): einem Staffelführer, der die Ausbildung eines Gruppenführers benötigt, einem Maschinisten, sowie Angriffstrupp und Wassertrupp.

### Gruppe
Die Gruppe ist die taktische Grundeinheit zum Abarbeiten von Einsätzen der Feuerwehr und besteht aus neun Personen (0/1/8/9), dem Gruppenführer (in Österreich: Gruppenkommandant), einem Maschinisten, einem Melder, sowie den drei Trupps: Angriffstrupp, Wassertrupp und Schlauchtrupp. Die Gruppe kann auch aus der Besatzung eines Staffel- und eines Truppfahrzeugs gebildet werden. Dabei stellt die Truppbesatzung in der Regel den Schlauchtrupp und den Melder. Bei einem voll besetzten Löschgruppenfahrzeug beträgt die Mannschaftsstärke bereits (0/1/8/9).

### Zug
Der Zug (1/3/18/22) ist die größte reguläre taktische Einheit und besteht im Regelfall aus zwei Gruppen (jeweils 0/1/8/9), dem Zugführer (1/0/0/1) und dem Zugtrupp (0/1/2/3). Der Zugtrupp setzt sich aus Führungsassistent (Stellvertretendem Zugführer, früher auch als Gruppenführer zbV bezeichnet), Melder und Fahrer zusammen. Dieser unterstützt den Zugführer. Je nach Situation können verschiedene Züge der Feuerwehr zum Einsatz kommen. Die bekanntesten sind Löschzug, Rüstzug und Gefahrstoffzug.
Gemäß FwDV 3 kann ein Zug auch für besondere Aufgaben um einen Selbstständigen Trupp, eine Staffel oder eine Gruppe erweitert werden und hat folglich eine Stärke von bis zu 31 Einsatzkräften (1/4/26/31). Der hierfür früher verwendete Begriff des „erweiterten Zugs“ (auch „verstärkter Zug“ genannt) wurde nicht in die zurzeit gültige FwDV 3 übernommen.
Besonders bei den Berufsfeuerwehren hat jedoch ein Zug inzwischen kaum noch die Stärke von 22 Einsatzkräften. Heutzutage rückt ein Löschzug meist mit 16 Feuerwehrangehörigen aus. Bei den Berufsfeuerwehren ist dies aus Einsparungsgründen der Fall. Bei Freiwilligen Feuerwehren kommt eine solche Reduktion vor allem durch Personalknappheit zustande, die besonders werktags tagsüber auftritt. Andererseits kann Personal durch moderne Geräte zumindest teilweise kompensiert werden. Der Löschzug kann auch ohne den oben beschriebenen Zugtrupp zum Einsatz kommen: (1/2/16/19). Auch eine Verringerung des Zugtrupps ist häufig, zum Beispiel (0/1/1/2), der Löschzug wäre dann also mit (1/3/17/21) unterwegs.
Bei kleineren Schadensereignissen können auch kleinere Fahrzeugkombinationen mit weniger Personal ausrücken. Dabei handelt es sich jedoch dann nicht um einen Zug im Sinne der FwDV 3.

### Verband
Die Zusammensetzung des Verbandes (präziser Taktischer Verband genannt) ist nicht einheitlich definiert. Als Verbände werden Einheiten mit mehr als 31 Mann bezeichnet, der also größer als ein erweiterter Zug ist. Die Führung obliegt dem Verbandsführer (in Österreich: Verbandskommandant). Oft wird der Verbandsführer von einer Führungsstaffel oder einer Führungsgruppe beim Leiten des Einsatzes unterstützt. Meistens handelt es sich bei den Verbandsführern um besondere Feuerwehrdienstgrade.
Meistens bilden die Kreisfeuerwehrbereitschaften bzw. überörtliche Hilfeleistungskontingente (diese bestehen nicht in allen Bundesländern) einen Verband. Die Größe und Zusammensetzung eines Verbands ist sehr verschieden. Gerade bei Großeinsätzen können auch Verbände gebildet werden, die aus mehreren Fachdiensten bestehen. Teilweise wird der Begriff Verband auch nur als Oberbegriff für Taktische Einheiten oberhalb des Zuges benutzt. Analog zu militärischen Strukturen wird hier oft weiter unterteilt, wobei es auch hier wieder regionale Unterschiede gibt:
- Verband I = Bereitschaft (bis 2 Züge + Führungstrupp),
- Verband II = Abteilung (mehr als 2 Bereitschaften) und
- Verband III = Großverband (mehr als 2 Abteilungen).

So sprach man beispielsweise im erweiterten Katastrophenschutz beim Zusammenwirken zweier Löschzüge von einer Brandschutzbereitschaft.

### 2-5-Regel
Die genaue Stärke einer Taktischen Einheit, insbesondere oberhalb der Zugebene, ist nicht exakt festgelegt. Als Faustregel kann die 2-5-Regel (Zwei bis Fünf Regel) herangezogen werden. Kernaussage dieser Regel ist, dass ein Einheitsführer zwischen zwei und fünf Taktische Einheiten der niederen Führungsebene führen kann. Bei mehr als zwei Taktischen Einheiten der niederen Führungsebene kann aber auch eine Aufteilung auf zwei Taktische Einheiten höherer Führungsebene erfolgen mit einer Führung der nächsthöheren Ebene. So könnten beispielsweise – ungeachtet der rechtlichen Zulässigkeit – vier Gruppen von einem Zugführer geführt werden oder als Verband aus zwei Zügen, mit zwei Zug- und einem Verbandsführer.

### Alternative Bezeichnungen an der Einsatzstelle
Neben der Gliederung in taktische Einheiten nach Einheitengröße erfolgt an Einsatzstellen die Gliederung in Einsatzabschnitte und Unterabschnitte (nach taktischen oder räumlichen Erfordernissen). Dazu werden taktische Einheiten eingesetzt. Die Art der eingesetzten taktischen Einheiten ist unterschiedlich.

## Technisches Hilfswerk

### Zug
Die Grundeinheit des Technischen Hilfswerks (THW) ist der Zug. Jeder THW-Ortsverband verfügt über mindestens einen Technischen Zug, bestehend aus Zugtrupp, einer Bergungsgruppe und mindestens einer Fachgruppe. Im Rahmen des neuen taktischen Einheitenmodells wurde der Fachzug Logistik, bestehend aus Zugtrupp Logistik, einer Fachgruppe Materialwirtschaft und einer Fachgruppe Verpflegung sowie ggf. einem Trupp Schwere Transportaufgaben, neu eingeführt. Zudem wurde im Juli 2021 der Fachzug Führung/Kommunikation, bestehend aus einem Zugtrupp, einem Stab, einer Fachgruppe Führungsunterstützung und einer Fachgruppe Kommunikation, eingeführt. Während die Technischen Züge fast alle Fachgruppen und unabhängigen Trupps als Teileinheiten haben können, sind die Fachzüge nur mit bestimmten Fachgruppen oder Trupps besetzt, die der Ausrichtung des Fachzuges entsprechen. Die Personalstärke eines Technischen Zugs hängt daher von der Zahl der Fachgruppen und deren Größe ab, liegt aber typischerweise im Bereich von 25–50 Personen (bei 2–4 Gruppen). Der Fachzug Logistik hingegen hat eine einheitliche Personalstärke von 28 Personen (32 bei Vorhandensein eines Trupps Schwere Transportaufgaben). Der Fachzug Führung/Kommunikation hat eine Personalstärke von 26–30 Personen, abhängig von Fachgruppe Kommunikation Typ A oder B.
Der Zug wird von einem Zugführer geleitet, dem der Zugtrupp (sowie ggf. weitere unabhängige Trupps) und alle Gruppen unterstehen.

### Gruppe
Die Gruppe ist die auf die Erfüllung eines spezifischen Aufgabenspektrums ausgebildete und ausgerüstete Teileinheit. Während Größe und Ausstattung eines Technischen Zuges aufgrund der Zahl und Ausrichtung seiner Fachgruppen stark variiert, sind die Größe und Ausstattung jeder (Fach-)Gruppe einheitlich. Die Personalstärke reicht von 6 Personen (Stärke 0/2/4/6) in der Fachgruppe Sprengen bis 18 Personen (Stärke 0/4/14/18) in der Fachgruppe Brückenbau und Fachgruppe Ölschadensbekämpfung.
Jede Gruppe wird von einem Gruppenführer geleitet, dem ein oder mehrere Trupps unterstehen.

### Trupp
Der Trupp ist zumeist eine Untereinheit einer (Fach-)Gruppe. Einzelne Trupps (z. B. der Trupp Unbemannte Luftfahrt oder Trupp Mobiler Hochwasserpegel) sind keiner Gruppe zugeordnet, sondern direkt in den Technischen Zug oder Fachzug eingegliedert. Die Personalstärke eines vordefinierten Trupps liegt bei vier Personen (Stärke 0/1/3/4). Da in den Fachgruppen in der Regel die Trupps im Einsatz zugeordnet werden, können hier auch mehr Personen in einem Trupp sein (Beispiel: Bergungsgruppe).
Jeder Trupp wird von einem Truppführer geführt, dem die Fachhelfer des Trupps unterstehen. Jeder Truppführer hat zudem die Ausbildung zum Gruppenführer seiner Teileinheit.

## Hilfsorganisationen & Katastrophenschutz
Die Hilfsorganisationen werden vorrangig im Rettungsdienst, Sanitäts- und Betreuungsdienst tätig. Eine einheitliche Vorgabe für deren Gliederungen gibt es nicht, es gelten örtliche und organisationsinterne Regelungen.

### Rettungsdienst
Kennzeichnend für den Einsatz im Rettungsdienst ist eine Vielzahl von Einzelfahrzeugen (Krankentransportwagen (KTW), Notfallkrankenwagen (N-KTW), Rettungswagen (RTW), Notarztwagen (NAW), Rettungstransporthubschrauber (RTH), Intensivtransporthubschrauber (ITH) Notarzteinsatzfahrzeug (NEF) usw.), die meist nicht als taktische Einheit zusammengefasst werden, sondern im direkten Durchgriff auf das Einzelfahrzeug geführt werden (von einem Einsatzleiter Rettungsdienst bzw. Organisatorischer Leiter Rettungsdienst (OrgL) in Verbindung mit Leitendem Notarzt (LNA)). Das ist neben der täglichen Routine im Einzelnotfall vor allem in der Tatsache begründet, dass diese Rettungsmittel nicht stationär vor Ort bleiben, bis der Einsatz abgearbeitet ist, sondern (mit Ausnahme des NEF) nach Versorgung vor Ort den Patienten abtransportieren und gegebenenfalls dann wieder an den Einsatzort zurückkehren – bei größeren Einsätzen schwankt die Zahl der sich vor Ort befindenden Fahrzeuge und Einsatzkräfte des Rettungsdienstes damit ständig.

### Großschadenslagen und Katastrophenschutz
Katastrophenschutzeinheiten sind hinsichtlich Stärke, Aufbau und Führungsstruktur festgelegte Gruppen von Helfern in den am Katastrophenschutz beteiligten Hilfsorganisationen. Ihre genaue personelle und materielle Ausstattung ist abhängig vom jeweiligen Fachdienst der Einheit und richtet sich nach landesspezifischen gesetzlichen Vorgaben und Richtlinien.
Bis zum Jahr 1997 war der Katastrophenschutz in Züge, Gruppen und Einrichtungen aufgeteilt, deren Größe und Ausstattung in den Stärke- und Ausstattungsnachweisungen (STAN) für die Einheiten und Einrichtungen des Katastrophenschutzes aufgeführt waren. Diese Vorschriften sind jedoch seit dem Inkrafttreten des Gesetzes zur Neuordnung des Zivilschutzes (ZSNeuOG) am 25. März 1997 nicht mehr gültig.
Alle durch Landesrecht aufgestellten Einheiten zum Katastrophenschutz übernehmen danach auch die Aufgabe des Schutzes der Bevölkerung im Verteidigungsfall. Hierfür erhalten Einheiten der Bereiche Brandschutz, ABC-Schutz, Sanitätswesen und Betreuung ergänzende Ausstattung.
Darüber hinaus sind für den Massenanfall von Verletzten (MANV), oder anderen größeren Schadenslagen, in Anlehnung an die Feuerwehreinheiten, folgende taktische Einheiten im Sanitäts- und Betreuungsdienst bekannt:
- Verband als Taktische Einheit, welche einen Behandlungsplatz oder auch Betreuungsplatz aufbaut und betreibt,[15]
- Zug, zum Beispiel in Form von Sanitätszug, Patiententransportzug, Betreuungszug oder Wasserrettungszug mit unterschiedlicher Gliederung und Zusammensetzung unter Leitung eines Zugführers,
- Gruppe als Teileinheit eines Zuges oder eigenständiges Element (vor allem in der Form von Schnelleinsatzgruppen),
- Staffel als Teileinheit einer Gruppe (zum Beispiel Sanitätsstaffel der SEG Behandlung in Hessen)[16],
- Trupp als Teileinheit einer Gruppe (zum Beispiel Transporttrupp oder Verpflegungstrupp) oder eigenständiges Element, z. B. als Sanitätstrupp bei Sanitätswachdiensten.

Die folgende Tabelle gibt eine Übersicht über die Stärke der verschiedenen Einheiten. Die genaue Stärke einer bestimmten Einheit der Katastrophenschutzeinheiten in Deutschland wird durch die jeweilige Dienstverordnung des zuständigen Landes oder des Bundes geregelt.
| Taktische Einheit | Stärke (Führer/Unterführer/Helfer/Gesamtstärke) | Hinweis |
| ----------------- | --- | --- |
| Verband (Vbd)     | Mehr als 31 Personen. | Als Verband werden Einheiten bezeichnet deren Mannschaftsstärke die Größe eines erweiterten Zuges übersteigt. |
| Zug (Z)           | Häufige Varianten: 1/3/18/22 (Zugtrupp + 2 Gruppen) oder 1/4/17/22 (Zugtrupp + eine Gruppe, eine Staffel und ein Trupp) oder 1/5/16/22 (Zugtrupp + eine Gruppe und drei Trupps) | Die Standardgröße entspricht einer Mannschaftsstärke von 22 Personen. Für besondere Aufgaben kann der Zug um einen Trupp, eine Staffel oder eine Gruppe erweitert werden, d. h. maximal umfasst ein Zug eine Mannschaftsstärke von 31 Personen (sogenannter erweiterter Zug). |
| Gruppe (Gr)       | 1/8/9 bis 2/10/12 | Standardgröße entspricht einem Trupp und einer Staffel. Maximalgröße entspricht zwei Staffeln. |
| Staffel (St)      | 1/5/6 | Standardgröße entspricht zwei Trupps. |
| Trupp (Tr)        | 3/3 oder 1/2/3 | |

Eine Mischung der Fachdienstaufgaben in einer Einheit ist ebenfalls üblich, zum Beispiel ist die Einsatzeinheit stärkebezogen mit einem Zug vergleichbar, besteht aber aus Einheiten des Sanitäts- und Betreuungsdienstes. Für überregionale Hilfeleistungen ist meist vorgesehen, dass die örtlich aufgestellten Einheiten als Verband unter einheitlicher Führung zusammengefasst werden, je nach Organisation und Bundesland bestehen solche Einheiten bereits vorbereitet oder werden ad hoc zusammengestellt (siehe auch Medizinische Task Force).
Bis 2007 verfügte das Deutsche Rote Kreuz mit dem DRK-Hilfszug über die einzige überregional aufgestellte Einheit des Zivil- und Katastrophenschutzes in Deutschland. Diese bestand aus zuletzt neun Abteilungen an verschiedenen Standorten in Deutschland. Jede Abteilung hatte eine Sollstärke von 104 Helfern (zuzüglich weiteren Helfern an manchen Standorten) und verfügte damit über die personelle Ausstattung von ca. drei Zügen. Der DRK-Hilfszug war damit, entgegen seiner Bezeichnung, hinsichtlich seiner Größenordnung ein Großverband (Verband III).
Für den Einsatz werden weitere Einheiten vorgehalten, die üblicherweise nicht taktisch gegliedert sind, zum Beispiel das Kreisauskunftsbüro oder Sondereinheiten mit abweichender Gliederung wie die Rettungshundestaffel. Die örtlichen Zweige der Hilfsorganisationen haben in der Regel Vereins-Charakter und heißen zwar „Ortsverband“ oder „Bereitschaft“, stellen aber per se keine Taktischen Einheiten in obigem Sinne dar.